# Moher (földrajzi hely)
Moher' Írország Cavan megyéjének Tullyhaw grófságában fekvő Tomregan község egyik területe. Jelenlegi neve a gael „Mothar” helynév angolosodott formája. Eredeti jelentése: Facsoport. A 17. században Carrowmore része volt.
Északon Sralahan, keleten Mullanacre Lower, délen Bofealan, nyugaton pedig Clontycarnaghan városrész határolja. Legfontosabb földrajzi képződményei a Crooked folyó és a Slieve Rushen hegy. Ennek a déli lejtőjén fekszik a városrész. Legmagasabb tengerszint feletti magassága 180 méter. 
A területet a Bawnboy Road és több kisebb utca szeli át.
A városrész területe 882 028 m2. Régen Calva birtokához tartozott. Ezt Ulster benépesítésekor 1610-ben Walter Talbotnak ítélték oda. 1841-ben a népszámlálás adatai szerint Mohernek 96 lakosa volt, akik közül 46 férfi, 50 pedig nő. Az itt álló 21 ház közül 1 lakatlan volt. 1845–1847-ben éhség volt az országban. Ez meg is látszik a lakosság számán, ugyanis 1851-ben már 23-mal kevesebben, 73 ember lakott a településrészen. A 16 házban 39 férfi és 34 nő lakott. A nőket jobban sújtotta az éhség. 1911-ben 13 családot jegyeztek fel a városrészben.